# 南中郷村
南中郷村（みなみなかごうむら）は茨城県多賀郡にかつて存在した村である。

## 地理
- 現在の北茨城市の南部に位置する。
- 村域は多賀山地の一部でほとんど山がちな地形になっている。
- 村は太平洋に面している。

## 歴史

### 村域の変遷
- 1889年（明治22年）4月1日 - 町村制施行により、小野矢指村・粟野村・日棚村・松井村・足洗村・石岡村・上桜井村・下桜井村が合併し多賀郡南中郷村が発足。
- 1956年（昭和31年）3月31日 - 南中郷村は磯原町・大津町・平潟町・関南村・関本村とともに合併し、茨城市が発足。同日、改称し北茨城市となる。南中郷村は消滅。
- 1957年（昭和32年）7月1日 - 旧南中郷村の一部（日棚の一部）が高萩市に編入。

変遷表
| 1868年 以前 | 1868年 以前   | 明治22年 4月1日 | 昭和31年 3月31日         | 昭和32年 7月1日 | 現在     |
| ----------- | ------------- | --------------- | ------------------------ | --------------- | -------- |
|             | 小野矢指村    | 南中郷村        | 茨城市 即日改称 北茨城市 | 北茨城市        | 北茨城市 |
|             | 粟野村        | 南中郷村        | 茨城市 即日改称 北茨城市 | 北茨城市        | 北茨城市 |
|             | 松井村        | 南中郷村        | 茨城市 即日改称 北茨城市 | 北茨城市        | 北茨城市 |
|             | 足洗村        | 南中郷村        | 茨城市 即日改称 北茨城市 | 北茨城市        | 北茨城市 |
|             | 石岡村        | 南中郷村        | 茨城市 即日改称 北茨城市 | 北茨城市        | 北茨城市 |
|             | 上桜井村      | 南中郷村        | 茨城市 即日改称 北茨城市 | 北茨城市        | 北茨城市 |
|             | 下桜井村      | 南中郷村        | 茨城市 即日改称 北茨城市 | 北茨城市        | 北茨城市 |
|             | 日棚村        | 南中郷村        | 茨城市 即日改称 北茨城市 | 北茨城市        | 北茨城市 |
|             | 高萩市 に編入 | 南中郷村        | 茨城市 即日改称 北茨城市 | 高萩市          |          |

## 大字
- 小野矢指（おのやさし）
- 粟野（あわの）
- 日棚（ひたな）
- 松井（まつい）
- 足洗（あしあらい）
- 石岡（いしおか）
- 上桜井（かみさくらい）
- 下桜井（しもさくらい）

## 人口・世帯

### 人口
総数 [単位： 人]
| 1891年（明治24年） | 3,226  |
| 1920年（大正 9年） | 8,976  |
| 1935年（昭和10年） | 5,589  |
| 1950年（昭和25年） | 11,493 |
| 1955年（昭和30年） | 11,254 |

### 世帯
総数 [単位： 世帯]
| 1920年（大正 9年） | 2,115 |
| 1935年（昭和10年） | 1,210 |
| 1950年（昭和25年） | 2,256 |
| 1955年（昭和30年） | 2,389 |

## 交通

### 鉄道
- 日本国有鉄道（ → 東日本旅客鉄道）
  - ■常磐線
    - 南中郷駅

### 道路
- 一級国道
  - 国道6号（陸前浜街道）